# Inessa Kaagman
Inessa Kaagman, född den 17 april 1996 i Hoorn, är en nederländsk fotbollsspelare (mittfältare) som spelar för Brighton & Hove Albion. Hon var en del av den nederländska landslagstrupp som deltog på världsmästerskapet i Frankrike år 2019. Kaagman blev U19-Europamästare med Nederländerna år 2014.